# Caspar Pfreund
Caspar Pfreund, auch Pfreundt, Freund etc. geschrieben (* um 1517 in Saalfeld; † 16. Juni 1574 in Wittenberg) war ein Apotheker und Bürgermeister von Wittenberg.

## Leben
Caspar Pfreund immatrikulierte sich 1543 an der Universität Wittenberg im Wintersemester. Infolge seiner 1550 erfolgten Vermählung mit Anna Cranach († 30. Juni 1577), einer Tochter des Lucas Cranach d. Ä. erhielt er als Provisor von seinem Schwiegervater dessen Apotheke. Nach Cranachs Tod im Jahre 1553 erbte er die Apotheke und verlegte sie ein Jahr später in das Haus Markt 4. Seine Liebe zur Botanik fand ihren Ausdruck durch die Anlegung eines Kräutergartens. Die Pflanzen zeigte er den Medizinstudenten, ferner hielt er vor ihnen Unterricht über ausländische Drogen und Simplisien.
Aufgrund der Stellung der Familie Cranach, befand sich auch der Schwager Lucas Cranachs d. J. mit im Rat und bestimmte die Geschicke der Stadt die als Heimstatt die wirtschaftliche Basis bot. 1573 gehörten die beiden Schwäger, Pfreund und Cranach, zu den reichsten Bürgern der Stadt. Pfreund gelangte 1551 in den regierenden Rat von Wittenberg dem 1551, 1554, 1557, 1560, 1563, 1566 als Ratsherr, 1569 und 1572 als Altbürgermeister Beisitzer des Bürgermeisters und 1568 und 1571 als Bürgermeister angehörte.
1565 erhielt Pfreundt zusammen mit seinem Bruder Johann von Kaiser Maximilian II. einen Wappenbrief.

## Kinder
- Johan (* um 1558 in Wittenberg, † 1620), Ratskämmerer, Ratsbaumeister u. Erbgesessener zu Hamm, Erbherr zur Ettersburg bei Weimar (heiratet um 1580 in Hamm Christine Brechte)
- Elisabeth (* 12. Juni 1562 in Wittenberg)
- Lukas (* 14. Februar 1565 in Wittenberg)
- Augustin (* 13. September 1567 in Wittenberg)
- Barbara verh. 15. April 1572 mit Dietrich Brecht aus Hambach/Jülich)
- Ursela (* 1558 in Wittenberg; † 24. Januar 1620 in Dresden) heiratet am 23. November 1574 Magister Valentin Sternenlecke (auch: Sternenbeck † 19. August 1611 in Dresden) späterer Hofadvokat und Rechtsanwalt in Dresden
- Bartholomäus (heiratet am 21. August 1576 Susanna Tochter des gest. Dr. Milich,)

1. Bartholomäus († 2. Juli 1577)
2. Jakob (* 4. Januar 1580)
- Anna (heiratet am 30. Januar 1570 den Apotheker Konrad Fluth aus Weida,

1. Kasper * 29. Mai 1571
2. Anna (* 19. April 1573, heiratet am 1. September 1590 Benedikt Carpzov der Ältere; † 4. Dezember 1598 in Wittenberg)
3. Johann * 12. September 1576
4. Johann * 5. August 1579
5. Bartholomäus * 27. Februar 1582
6. Konrad * 1. Juni 1584
7. Elisabeth * 9. Januar 1586
8. Karl * 19. September 1588
9. Magdalene (* 1. März 1590; † 1. August 1590)
- Barthel († 11. Juli 1581), am 17. September 1588 heiratet die Witwe Susanne des Bartel Pfreund den Studenten Jakob Gödemann aus Lüneburg